# Swalmen
Swalmen (limburgheză: Zjwame) este o localitate în sud-estul Țărilor de Jos, în comuna Roermond din provincia Limburg, Țările de Jos. Până în 2007 localitatea era o comună separată din care mai făceau parte și localitățile Asselt și Boukoul.
1. ↑   (PDF) https://dans.knaw.nl/nl/over/organisatie-beleid/publicaties/DANSrepertoriumnederlandsegemeenten2011.pdf Lipsește sau este vid: |title= (ajutor)
2. ↑   https://gemeentegeschiedenis.nl Lipsește sau este vid: |title= (ajutor)